# Torre del Pla
Torre del Pla és un rodal o població del municipi d'Elx, a la comarca del Baix Vinalopó. Es divideix en dues partides: dels 7.669 habitants (2018), 95 % viuen al nucli principal de Torre del Pla Alt; la resta s'agrupen en la caseria de Torre del Pla Baix, que es troba a un quilòmetre més al sud. En valencià sovint també s'utilitza la forma en castellà de Torrellano per a fer referència a esta pedania il·licitana.
A Torre del Pla Baix, molt prop del Vincle, es troba la torre de la Canyada (s. XVII), declarat BIC.

## Comunicacions
Es troba a 12 km de distància tant d'Alacant i d'Elx per la carretera nacional N-340, que separa Torre del Pla Alt pel bell mig. Disposa d'una estació en la línia de ferrocarril Múrcia-Elx-Alacant-Cabdet des de 1894 que contribuí a la consolidació del nucli principal que fins aleshores era un disseminat. Se separa del nucli veí de l'Altet, depenent també d'Elx, per l'aeroport d'Alacant-Elx.

## Economia
Històricament, Torre del Pla Alt ha sigut una zona de secà. Al voltant de l'estació de tren, cresqué una certa activitat industrial basada en el processament de l'ametlla i el xocolate, que així el distingeix d'altres partides rurals il·licitanes. Al final del segle xx, a Torre del Pla Alt l'agricultura havia perdut pes davant de la indústria, mentre que es conservava sobretot a Torre del Pla Baix. Aquesta zona és de regadiu, i destaca el conreu de l'ametlla, magrana, figa, llima i taronja, al costat de la ramaderia.
Encara que des de fa uns quants anys, es va projectar i construir el Parc Industrial d'Elx on només poden exercir empreses 'netes', que complisquen uns certs requisits. Aquest parc és un referent en tota la comarca i és la seu on hi ha sucursals de les principals marques internacionals de calçat, encara que no està dedicat exclusivament a aquest sector.